# Andrea Antonelli
Andrea Antonelli (Castiglione del Lago, 17 gennaio 1988 – Syčëvo, 21 luglio 2013) è stato un pilota motociclistico italiano.
Ha perso la vita in seguito ad un incidente al Moscow Raceway nella gara di Mosca del campionato mondiale Supersport.

## Carriera
Aveva iniziato a correre con le minimoto passando alle gare in pista nel 2002. Nel biennio 2003-2004 ha corso nella classe 125 del campionato italiano velocità classificandosi diciannovesimo e nono. Nel 2003 inoltre è ventiduesimo nel Campionato Europeo Velocità Classe 125. Nel 2005 disputa il Gran Premio di Imola del Campionato Italiano Supersport con una Kawasaki ZX-6R classificandosi diciannovesimo. Dal 2005 inoltre ha corso nel campionato europeo Superstock 600 fino a diventare vice-campione nel 2007. Sempre nel 2007 disputa una gara nella classe Supersport del CIV senza ottenere punti. È quindi passato nel 2008 in Superstock 1000 FIM Cup con la Honda CBR1000RR del team Althea Racing AX 52. Nel 2009 gareggia col team Yamaha Italia Jr Trasimeno e nelle successive due stagioni con il Team Lorini, con il miglior risultato nel 2010 quando si era classificato quarto in classifica generale. Nel 2009, oltre alla FIm Cup, prende parte alle ultime due prove del Campionato Italiano Stock 1000 dove, con nove punti, si classifica ventesimo. Complessivamente nell'Europeo Superstock 600 e nella Superstock 1000 era salito per 14 volte sul podio. Nelle stagioni 2010 e 2011 partecipa al campionato Italiano Superstock 1000 chiudendo al settimo posto il secondo anno.
Nel 2012 sempre con il team Lorini passa al campionato mondiale Supersport, salvo poi cambiare a metà stagione passando al team Bike Service R.T. chiudendo la stagione al decimo posto. Nel 2013 continua a prendere parte al campionato mondiale Supersport con la Kawasaki ZX-6R del team Goeleven, raggiungendo nella prima parte di stagione i migliori risultati di sempre nel campionato sia suoi ma anche della squadra, con un quarto posto in gara al circuito di Ciudad del Motor de Aragón e un quarto posto in qualifica al Moscow Raceway.

### Incidente al GP di Mosca
Perde la vita in pista il 21 luglio del 2013 a 25 anni, investito involontariamente dal connazionale Lorenzo Zanetti durante il Gran Premio di Superbike di Mosca, dopo una rovinosa caduta in avverse condizioni meteo. Secondo le prime perizie la pedana di Zanetti ha colpito il casco di Antonelli ad una velocità stimata intorno ai 250 Km/h causandogli un grave trauma cranico. In seguito alla gravità delle ferite i medici del tracciato decisero di non farlo trasportare in elicottero per il rischio del peggioramento delle condizioni preferendo intubarlo sul posto.
Seguirono polemiche sul fatto che nessuno abbia fermato la gara nonostante le avverse condizioni meteo (forte pioggia incessante e scarsa visibilità), Marco Melandri ebbe a dire “La gara della Supersport non doveva partire, io ho iniziato ad alzare la mano e a chiedere la sospensione della gara di Superbike a due giri dalla fine per segnalare che c’era troppa pioggia: percorrevamo il rettilineo a metà gas. Dopo il giro di ricognizione bisognava fermarsi e vedere un attimo. Capisco l’interesse, ma siamo essere umani e bisogna evitare rischi“.
I funerali vengono celebrati il 25 luglio a Castiglione del Lago. Dopo una sosta nella camera ardente allestita nella chiesa di Macchie, la Messa viene officiata nello stadio di Sanfatucchio e la salma viene tumulata nel cimitero di Castiglione del Lago.

## Risultati in gara nel mondiale Supersport
| 2008 | Moto  |     |     |  |  |  |  |  |  |  |  |  |  |  |  | Punti | Pos. |
| ---- | ----- | --- | --- |  |  |  |  |  |  |  |  |  |  |  |  | ----- | ---- |
| 2008 | Honda | Rit | Rit |  |  |  |  |  |  |  |  |  |  |  |  | 0     |      |

| 2012 | Moto           |    |   |   |   |    |    |     |    |   |   |    |    |   |  | Punti | Pos. |
| ---- | -------------- | -- | - | - | - | -- | -- | --- | -- | - | - | -- | -- | - |  | ----- | ---- |
| 2012 | Honda e Yamaha | 16 | 8 | 7 | 8 | 22 | 10 | Rit | NP | 9 | 7 | 14 | 13 | 8 |  | 60    | 10º  |

| 2013 | Moto     |   |   |   |     |   |   |   |  |  |  |  |  |  |  | Punti | Pos. |
| ---- | -------- | - | - | - | --- | - | - | - |  |  |  |  |  |  |  | ----- | ---- |
| 2013 | Kawasaki | 7 | 4 | 9 | Rit | 8 | 7 | 7 |  |  |  |  |  |  |  | 55    | 11º  |

| Legenda | 1º posto        | 2º posto            | 3º posto           | A punti      | Senza punti        | Grassetto – Pole position Corsivo – Giro più veloce |
| Legenda | Gara non valida | Non qual./Non part. | Ritirato/Non class | Squalificato | '-' Dato non disp. | Grassetto – Pole position Corsivo – Giro più veloce |